# Маркам (Вашингтон)
Маркам (енгл. Markham) насељено је место без административног статуса у америчкој савезној држави Вашингтон.

## Демографија
По попису из 2010. године број становника је 111, што је 16 (16,8%) становника више него 2000. године.
| Група             | 2000.      | 2010.       |
| Белци             | 89 (93,7%) | 107 (96,4%) |
| Афроамериканци    | 0 (0,0%)   | 0 (0,0%)    |
| Азијати           | 2 (2,1%)   | 1 (0,9%)    |
| Хиспаноамериканци | 2 (2,1%)   | 2 (1,8%)    |
| Укупно            | 95         | 111         |